# Atlantrop

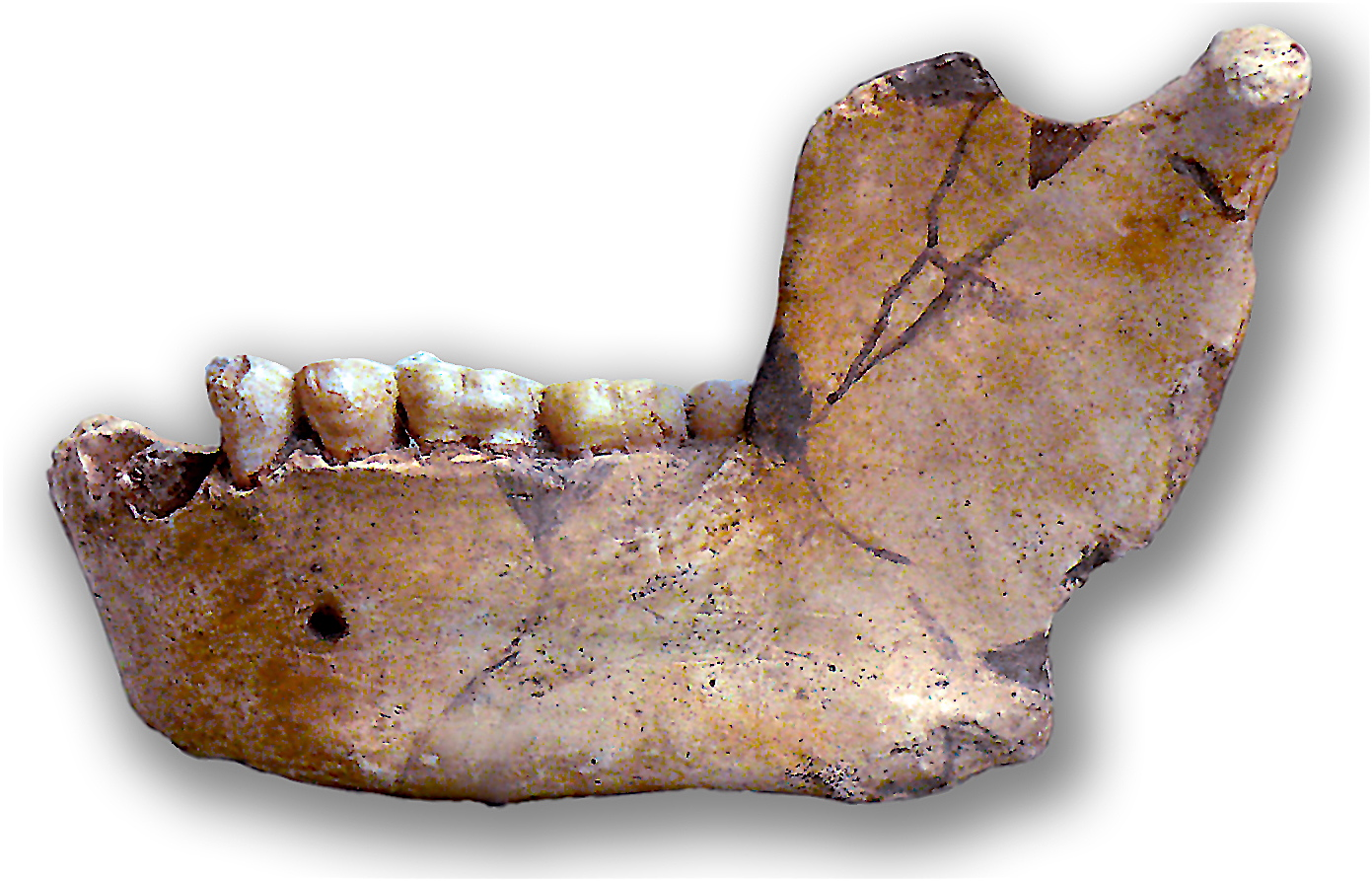
Żuchwa Atlanthropus mauritanicus

Atlanthropus mauritanicus – tradycyjna nazwa używana w odniesieniu do odkrytych w 1954 roku szczątków północnoafrykańskiego hominida z okresu środkowego plejstocenu, obecnie klasyfikowanego jako Homo erectus.
W czerwcu 1954 roku Camille Arambourg i Robert Hoffstetter podczas wykopalisk na stanowisku w Tighennif koło Mu’askar w Algierii odkryli ślady fauny środkowoplejstoceńskiej, narzędzia kultury aszelskiej, jak również szczątki ludzkie. Datowane na 700-500 tys. lat 3 fragmenty żuchwy i kości czołowej wykazywały podobieństwo do azjatyckich znalezisk sinantropa i pitekantropa, nie mogąc ich jednak jednoznacznie przyporządkować, Arambourg sklasyfikował je jako nowy gatunek kopalnego człowieka, któremu nadał nazwę Atlanthropus mauritanicus.
W 1965 roku Wilfrid Le Gros Clark przypisał szczątki atlantropa do gatunku Homo erectus.